# Agathosma asperifolia
Agathosma asperifolia är en vinruteväxtart som beskrevs av Eckl. & Zeyh.. Agathosma asperifolia ingår i släktet Agathosma och familjen vinruteväxter. Inga underarter finns listade i Catalogue of Life.